# مصور قتيل (فلم)
مصور قتيل فيلم مصري من إنتاج سنة 2012 من إخراج كريم العدل وتأليف عمرو سلامة وبطولة كل من إياد نصار ودرة وأحمد فهمى وحورية فرغلي.

## أحداث الفيلم
أحمد صقر صحفي شاب يُعد من أبرع الصحفيين في مصر، دائماً ما يتواجد في المكان الصحيح للحصول على الخبر الصحيح، حتى في هذه المرة كان متواجداً ليرى بعينه جريمة قتل زوجته الحبيبة، ومن هنا تبدأ أحداث شيقة ومثيرة وغامضة في فيلم مصور قتيل فبينما تقتل زوجته بين يديه وتشير عليه أصابع الاتهام خاصة وبعد أن أراد مؤلف فيلم مصور قتيل إخفاء الشخصية الحقيقية للقاتل لزيادة التشويق والإثارة يحاول أحمد صقر التوصل إلى ذلك الشخص في رحلة من المعاناة المحفوفة بالمخاطر، وخلال أحداث فيلم مصور قتيل يحصل أحمد صقر على كاميرا عتيقة قديمة ولكنها كانت البطل الثاني في فيلم مصور قتيل حيث استطاع أحمد التوصل إلى معلومات خطيرة من هذه الكاميرا والتي كان من شأنها تغيير مسار حياته للأبد، فهذه الكاميرا العتيقة التي اعترضت طريق احمد في أحداث فيلم مصور قتيل سبق والتقطت صوراً من الماضي والحاضر ومن يدري فقد تكون التقطت صوراً من المستقبل.

## الممثلون
| - إياد نصار: أحمد - درة: د. خديجة - أحمد فهمى: عثمان زوج مروة - حورية فرغلي: مروة أخت أحمد - عمر السعيد: معتز - محمد عبد المعطي: المهدي المشعوذ - أمير صلاح الدين: كمال - طارق التلمساني: الخواجة نوح عبد السلام - سلوى محمد علي: فريدة أم خديجة - رحمة حسن: مريم زوجة أحمد - كريم قاسم: شاب مدمن - مودي:محيي - ماجد عبد العظيم: مدير الجريدة - وسام هنداوي: كرم - أحمد حسين: أحمد طفل - عمرو أبو النصر: والد أحمد - دعاء الوشاحي: والدة أحمد - يارا خالد محمد: مروة طفلة | - محمد امان: شخص يضرب نار - يوسف جلال: بائع الكاميرات - أحمد السلكاوي: مشتري الكتاب - سيف ايهاب: أبن مروة - وائل سامي: ضابط أرشيف - حسن حسين: شحاذ - محمد: بائع الربابات - احمد هيبة: عامل المطبعة - مصطفى يوسف المهدي: صبي المحل - صلاح عفيفي: الملتحي - عارفة عبد الرسول: زوجة الملتحي - ياسمين كساب: فتاة ليل - أحمد حسن: رجل أمن المستشفى - عمرو حنفي: ضابط النبطشية - سعد ياسين: المتهم - أحمد حسين: دكتور - زكي حسين لوجو: القاتل - مرام نصار: القتيلة |

## فريق العمل
| - مؤلف: عمرو سلامة - مخرج: كريم العدل - منتج: نيوسينشري للإنتاج الفني - موزع: دولار فيلم - موسيقى: هاني عادل - مخرج منفذ: لمياء عادل - مخرج سكريبت: مصطفي أبو سيف - مهندس صوت: أحمد سمير - ميكساج: محمد فوزي | - ملابس: ريم العدل - مهندس الديكور: حمدي عبد الرحمن - مونتير: سلافة نور الدين - مدير التصوير: عبد السلام موسى - منتج فني: سيد أمين - إشراف على الإنتاج: أمل الحامولي، رشا الحامولي - ملابس: رفعت عبد الحكيم - دعاية: ايهاب جوهر - مدير الانتاج عمرو حنفى |

## روابط خارجية
- مقالات تستعمل روابط فنية بلا صلة مع ويكي بيانات